# Clare Stevenson
Clare Grant Stevenson (18 de julho de 1903 - 22 de outubro de 1988) foi a diretora inaugural da Força Aérea Australiana Auxiliar Feminina (WAAAF), de maio de 1941 a março de 1946. Como tal, ela foi descrita em 2001 como "a mais mulher significativa na história da Força Aérea". Formada como um ramo da Força Aérea Real Australiana (RAAF) em março de 1941, a WAAAF foi o primeiro e maior serviço feminino uniformizado na Austrália durante a Segunda Guerra Mundial, contando com mais de 18.000 membros no final de 1944 e representando mais de trinta por cento do Pessoal de terra da RAAF.
Nascida em 18 de julho de 1903 em Wangaratta, Victoria, Clare Grant Stevenson foi a quinta de seis filhos de Robert Logan Grant Stevenson e sua esposa Ada Pollie (nascida Griffiths). Quando Clare tinha quatro anos, sua família mudou-se para Essendon, onde frequentou a Winstow Girls' Grammar School e a Essendon High School, completando seus certificados intermediários e finais. Em 1922, ela entrou na Faculdade de Ciências da Universidade de Melbourne, mas mudou para a educação depois de reprovar em química em seu último ano. Ela se tornou presidente do Comitê de Mulheres da Universidade de Melbourne e se formou em 1925 com um Diploma de Educação.